# STS-41
STS-41は、スペースシャトルディスカバリーの11回目のミッションである。4日間のミッションの主目的は、"International Solar Polar Mission"の一環としてのユリシーズの軌道への投入であった。

## 乗組員
- 船長 - リチャード・リチャーズ（英語版） (2)
- 操縦手 - ロバート・カバナ（英語版） (1)
- ミッションスペシャリスト1 - ブルース・メルニック (1)
- ミッションスペシャリスト2 - ウィリアム・シェパード (2)
- ミッションスペシャリスト3 - トーマス・エイカーズ (1)

## ミッションパラメータ
- 質量:
  - 打上時:117,749 kg
  - 着陸時:89,298 kg
  - ペイロード:28,451 kg
- 近点:300 km
- 遠点:307 km
- 軌道傾斜角:28.5°
- 軌道周期:90.6分

## ミッションハイライト

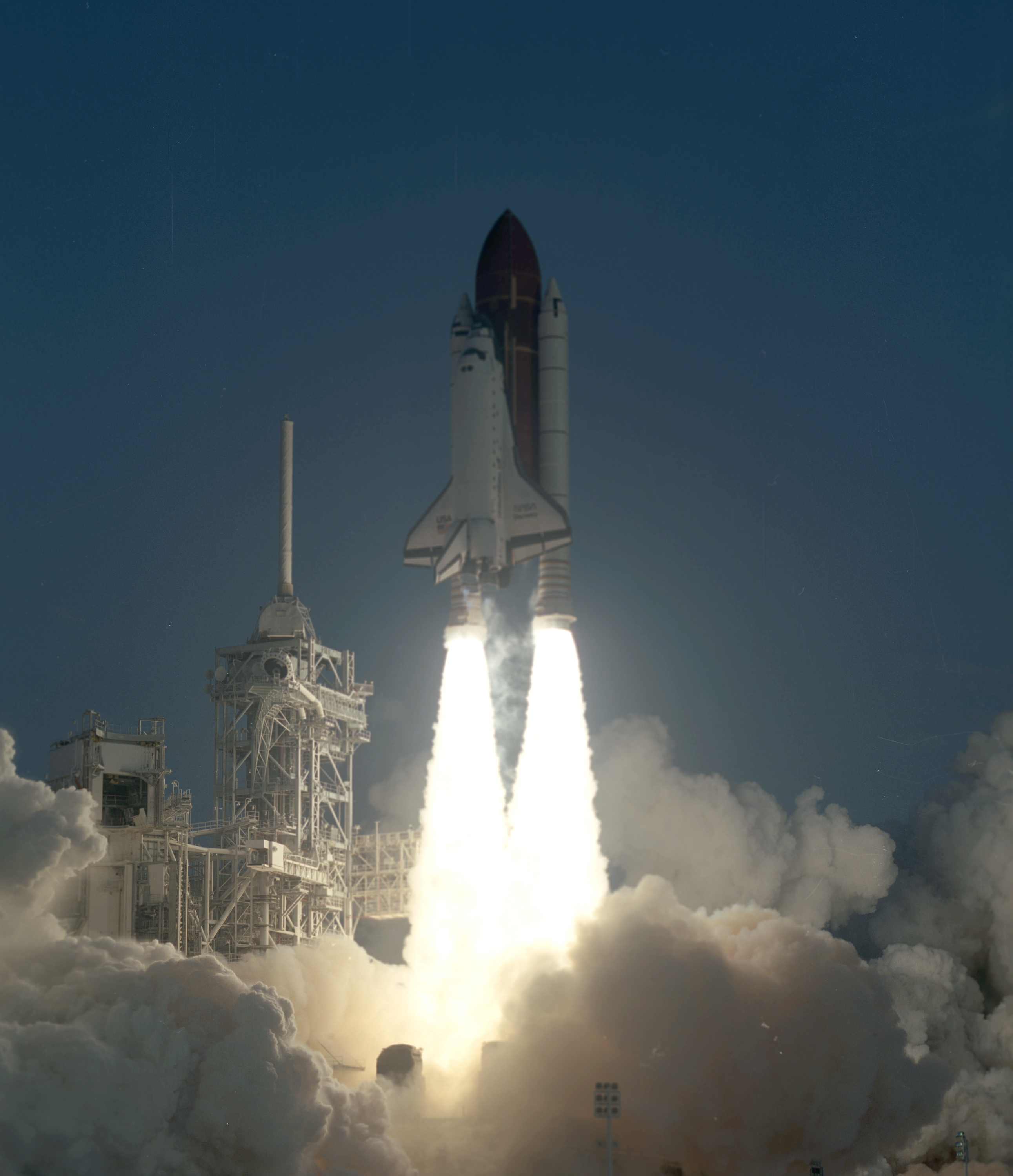
ケネディ宇宙センターからのSTS-41の打上げ

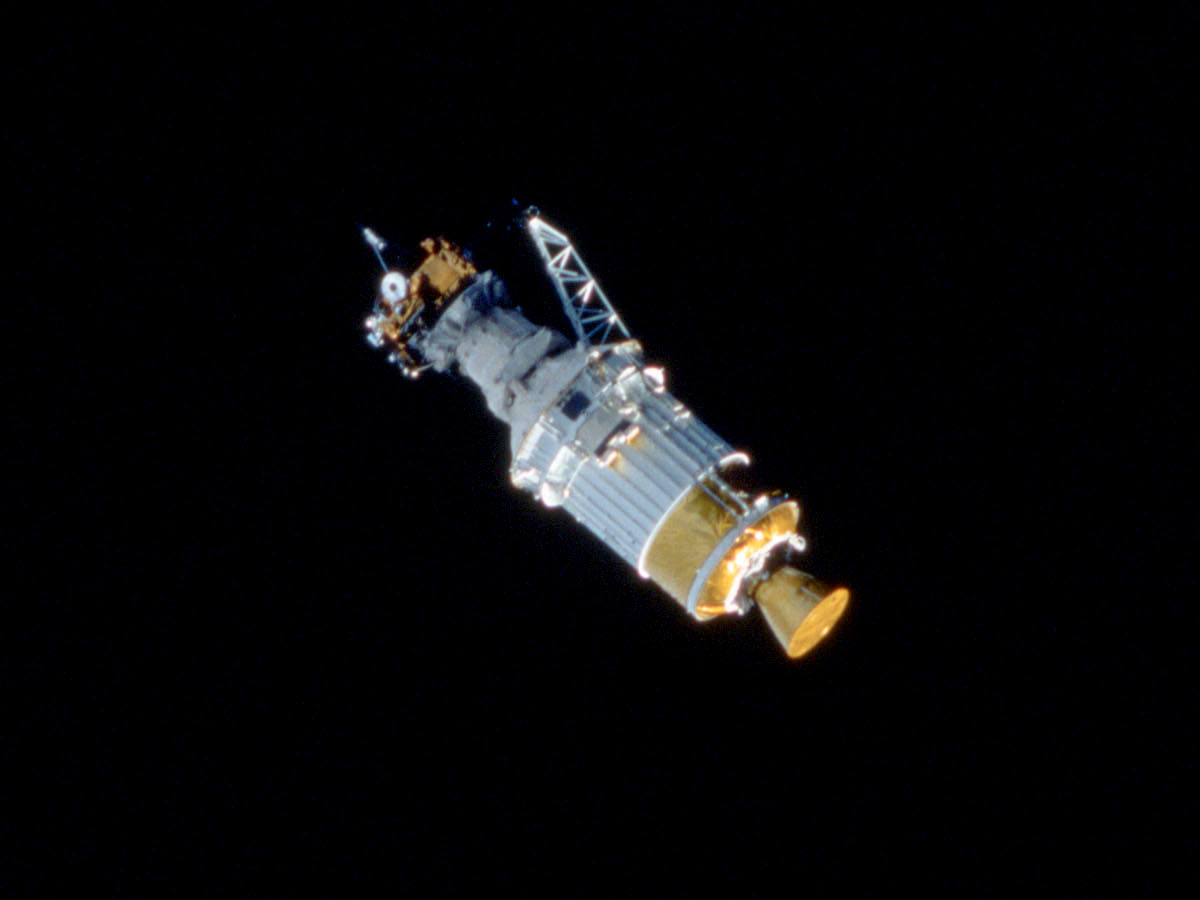
放出後のユリシーズ

1990年10月6日の7:47:15(EDT)、7時35分に開いていた2時間半の打上窓の12分後に打上げが行われた。117,749kgと当時最も重い打上げであった。

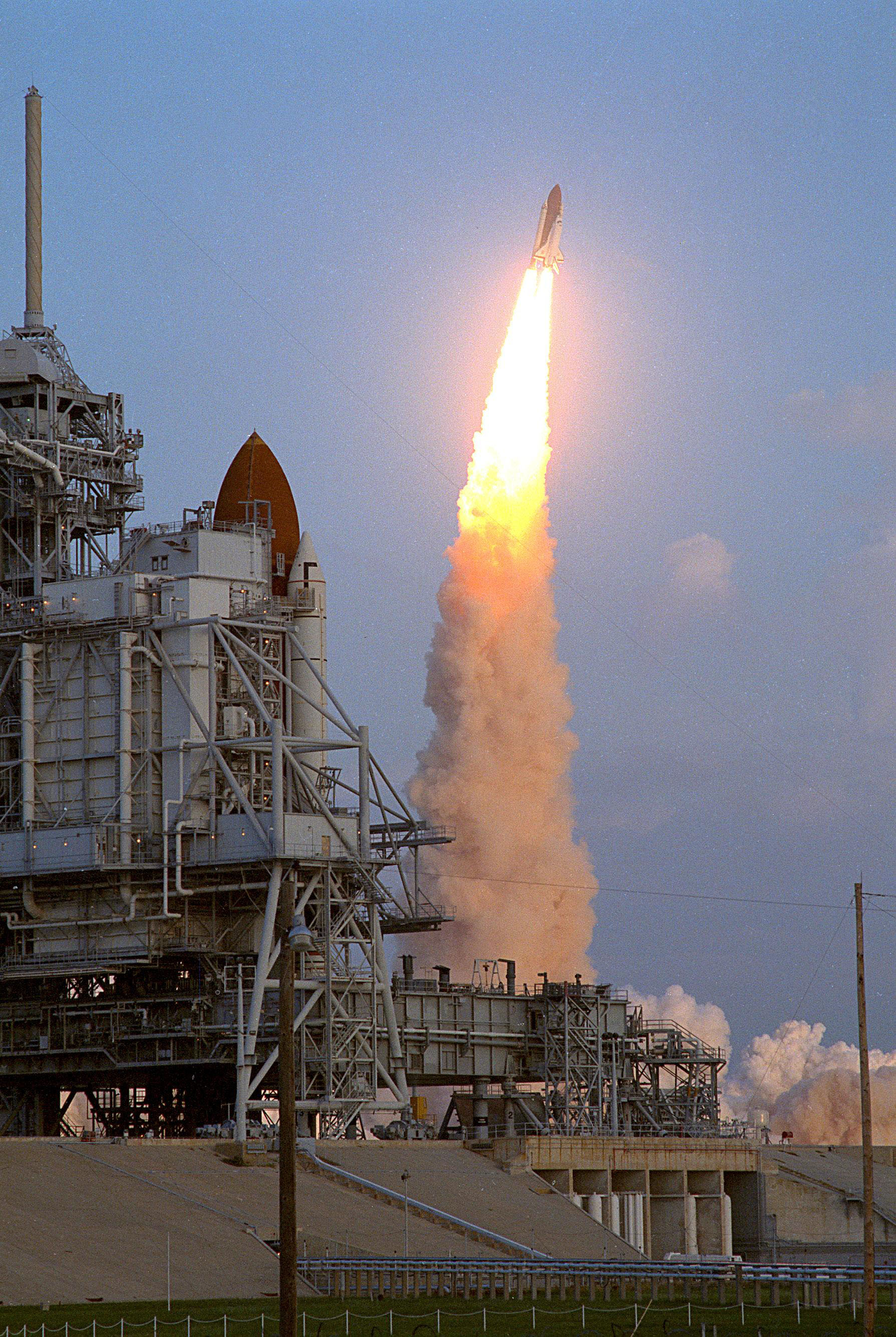
39B発射台から打ち上げられるディスカバリーと39A発射台に見えるコロンビア

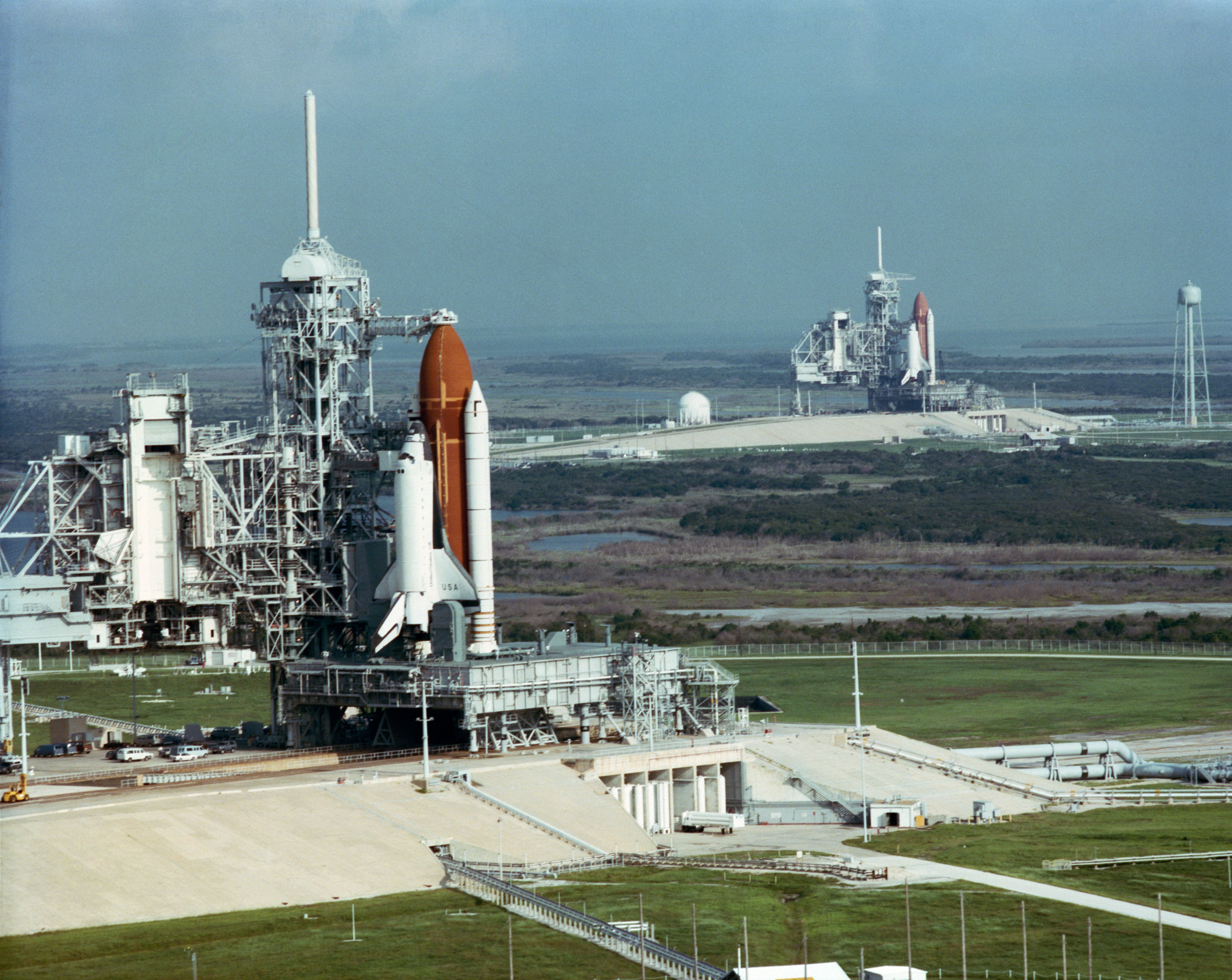
1990年9月20日 - 2機のスペースシャトル（STS-35のコロンビアとSTS-41のディスカバリー）が隣接する珍しい光景。第39発射施設の39B発射台（後方）にディスカバリー、39A発射台（前方）にコロンビアがある。

展開された主要ペイロードは、太陽の極地方を探索するために欧州宇宙機関が製造したユリシーズであった。慣性上段ロケットとこのミッションのために使われたペイロード・アシスト・モジュール-Sの2つの上段ステージが、ユリシーズを楕円軌道の外まで送るために初めて組み合わされた。他のペイロードや実験機器には、Shuttle Solar Backscatter Ultraviolet (SSBUV)やINTELSAT Solar Array Coupon (ISAC)、Chromosome and Plant Cell Division Experiment (CHROMEX)、Voice Command System (VCS)、Solid Surface Combustion Experiment (SSCE)、Investigations into Polymer Membrane Processing (IPMP)、Physiological Systems Experiment (PSE)、Radiation Monitoring Experiment III (RME III)、Shuttle Student involvement Program (SSIP)、Air Force Maui Optical Site (AMOS)等があった。
ディスカバリーの打上げの6時間後、ペイロードベイよりユリシーズが放出された。ユリシーズは、欧州宇宙機関とアメリカ航空宇宙局の共同プロジェクトで、太陽の極地方を探査する初めての探査機であった。太陽までの道のりは、木星への16ヶ月の飛行から始まり、そこで木星の重力を利用して南に方向転換し、1994年に太陽の南極を通り過ぎた。探査機はその後軌道平面に戻り、1995年に太陽の北極を通過した。ディスカバリーがエドワーズ空軍基地に到着した時、ユリシーズは既に100万マイルを移動していた。
ユリシーズが太陽への途上にある間、STS-41の乗組員は、野心的なスケジュールで科学実験を行った。ケネディ宇宙センターとニューヨーク州立大学ストーニーブルック校の実験で、顕花植物のサンプルがCHROMEX-2で育てられた。1989年3月に行われた以前の同様な実験では、根端分裂組織の染色体の損傷が確認されていた。ディスカバリーで宇宙に運ばれた植物の分析により、根の細胞のどのような遺伝物質が微重力に反応するか決定され、ここで得られた情報は、計画されていたフリーダム宇宙ステーションの滞在研究者等の将来的な長期間の宇宙旅行者のために役立てられ、また地上での集約農業に寄与することが期待された。
微重力下での炎の振舞いの理解も、スペースシャトルの安全性の向上への継続的な研究の一部であった。Solid Surface Combustion Experimentと呼ばれる特別に設計された部屋の中で、紙の紐を燃やして撮影し、炎の発達の様子や対流が無い環境での動きを観測した。この実験は、グレン研究センターとミシシッピ州立大学の出資で行われた。
大気中のオゾンの枯渇は地球規模での環境問題となっていた。NASAのニンバス7号とアメリカ海洋大気庁のTIROSは、オゾンの現況が分かるデータを毎日送信した。Shuttle Solar Backscatter Ultraviolet Instrumentにはオゾン検出器が積まれた。
1990年、商業用の使い捨て打上げ機で通信衛星インテルサットが低軌道に誤投入された。STS-41の前、NASAは1992年に救出ミッションを行う可能性を評価した。この救出の準備として、衛星のものと同様のソーラーパネルが低軌道と同じ環境に晒された。回収されたソーラーパネルは詳細に分析され、インテルサットのソーラーパネルは大きな損傷を受けていないことが分かった。この発見により、NASAは1992年にSTS-49で救出ミッションを行った。
STS-41までの研究では、微重力への適応の過程で、動物や人間の骨質量は減少し、心失調が起こり、30日を超えると骨粗鬆症に似た症状が起こることが示されていた。エイムズ研究センターとペンシルベニア州立大学の細胞研究センターが出資するSTS-41のPhysiological Systems Experiment実験の目標は、このような症状に生理学的治療が有効か否か確かめることであった。ジェネンテック社が開発したタンパク質が飛行の間、8匹のラットに投与され、他の8匹には投与されなかった。
Polymer Membrane Processing実験は、膜形成における対流の役割について明らかにすることを目的とした。膜は薬品の精製、人工透析、水の脱塩等の目的で商業的に用いられる。この実験の一部は、Battelle Advanced Materials Center for the Commercial Development of Spaceの出資によって行われた。
STS-41の乗組員のスケジュールの空き時間には、中学校レベルの教材作成のため、様々なビデオテープを撮影した。このテープは、後にNASAのTeacher Resource Center networkを通じて、全国に配布された。
その他の活動としては、搭載されたテレビカメラの音声操作システムの実証や、軌道にいる間の乗組員へのイオン化放射線の曝露のモニター等があった。
1990年10月10日6時57分18秒、ディスカバリーはエドワーズ空軍基地の第22滑走路に着陸した。ロールアウト距離は2,523mで、ロールアウト時間は49秒間であった。ディスカバリーは1990年10月16日にケネディ宇宙センターに戻った。

## 起床コール
NASAはジェミニ計画の時から伝統的に、宇宙飛行士のために音楽を流すことを始めた。これは、アポロ15号の時に初めて宇宙飛行士の起床のために使われることとなった。それぞれの曲は、しばしばその家族が特別に選んだものであり、個々の乗組員にとって特別な意味を持つものか、日々の活動に相応しいものである。
| 日    | 曲                         | 歌手/作曲家            | 対象                 |
| ----- | -------------------------- | ---------------------- | -------------------- |
| 2日目 | Rise and Shine, Discovery! | ボーイング従業員       | ユリシーズ (探査機)  |
| 3日目 | Semper Paratus             | アメリカ沿岸警備隊     | ブルース・メルニック |
| 4日目 | 市民のためのファンファーレ | アーロン・コープランド |                      |
| Day 5 | The Highwayman             | The Highwaymen         |                      |